# Franco Armani
Franco Armani (født 16. oktober 1986) er en argentinsk professionel fodboldspiller, som spiller for den argentinske Primera División-klub River Plate og Argentinas landshold.

## Klubkarriere

### Tidlige karriere
Armani begyndte sin karriere med Ferro Carril Oeste før han flyttede til Deportivo Merlo i 2008.

### Atlético Nacional
Armani skiftede i 2010 til colombianske Atlético Nacional. Han tilbragte 7,5 år med klubben, og spillede over 200 kampe på tværs af alle turneringer i sin tid i klubben.

### River Plate
Armani vendte tilbage til Argentina, da han skiftede til River Plate i januar 2018.

## Landsholdskarriere
Armani debuterede for Argentinas landshold den 26. juni 2018. Han var del af Argentinas trup som vandt VM i 2022.

## Titler
Atlético Nacional
- Categoría Primera A: 6 (2011-I, 2013-I, 2013-II, 2014-I, 2015-II, 2017-I)
- Copa Colombia: 3 (2012, 2013, 2016)
- Superliga Colombiana: 2 (2012, 2016)
- Copa Libertadores: 1 (2016)
- Recopa Sudamericana: 1 (2017)

River Plate
- Argentinske Primera División: 2 (2021, 2023)
- Supercopa Argentina: 3 (2017, 2019, 2023)
- Copa Libertadores: 1 (2018)
- Recopa Sudamericana: 1 (2019)
- Copa Argentina: 1 (2019)

Argentina
- Copa América: 1 (2021)
- Verdensmesterskabet: 1 (2022)